# Mindaugas II
El Príncep Guillem d'Urach, Comte de Württemberg, 2do Duc d'Urach (Guillem Carles Florestán Gero Crescencio; (en alemany: Fürst Wilhelm von Urach, Graf von Württemberg, 2. Herzog von Urach); 30 de maig de 1864 - 24 de març de 1928, va ser un príncep alemany que va ser elegit Rei de Lituània amb el nom reial de Mindaugas II l'11 de juliol de 1918. Tanmateix, mai no va assumir la corona, les autoritats alemanyes van declarar invàlida l'elecció, i la invitació va ser retirada el novembre de 1918. Des del 17 de juliol de 1869 fins a la seva mort va ser Cap de la branca morganàtica d'Urach de la Casa de Württemberg.

## Primers anys
Nascut com a S.A.S. Príncep Guillem Carles Florestán Gero Crescencio d'Urach, comte de Württemberg, era el fill gran de Guillem, 1r duc d'Urach (Cap d'una branca morganàtica de la Casa Reial de Württemberg) i la seva segona esposa, la princesa Florestina de Mònaco, que actuava ocasionalment com a Regent de Mònaco (filla de Florestà I, príncep de Mònaco).
Als quatre anys va succeir al seu pare com Duc d'Urach. Ell va néixer i va passar gran part de la seva infància a Mònaco, on la seva mare, Florestina, sovint s'encarregava del govern, mentre el seu nebot, Albert I de Mònaco, sortia a les llargues exploracions oceanogràfiques. Guillem era culturalment francòfil.

## Candidat a diversos trons
A través de la seva mare, Guillem era el legítim hereu al tron de Mònaco. El cosí de Guillem, Albert I, tenia un sol fill, Lluís, que era solter i no tenia fills legítims. La República Francesa, es mostrava refractària a veure un governant alemany a Mònaco. Sota pressió francesa, Mònaco va aprovar una llei, el 1911, on reconeixia la filla il·legítima de Lluís, Carlota, com a hereva; fou adoptada el 1918 pel seu avi, Albert I de Mònaco. Guillem va ser relegat al tercer lloc a la línia de successió al tron de Mònaco, després de Lluís i Carlota. A més a més, al juliol de 1918 França i Mònaco van signar un tractat en què s'exigia que tot futur Príncep de Mònaco havien d'ésser ciutadans francesos o monegascs, havent de ser aprovats pel Govern Francès. Després de l'ascensió del príncep Lluís II el 1922, Guillem va renunciar als seus drets al tron a favor d'uns cosins llunyans francesos, els comtes de Chabrillan, el 1924.
El 1913, Guillem va ser entre els prínceps elegibles al tron d'Albània, sent recolzat pels grups catòlics del nord. El 1914, Guillem Frederic de Wied va ser elegit en el seu lloc.
El 1917, com Guillem era un recent general retirat es va especular a la possibilitat que fos fet Duc de Lorena, després d'acabada la guerra. El 1918, va acceptar la invitació de regnar com a «Mindaugas II de Lituània». Les seves pretensions van ser publicades en un assaig de 2001 pel seu net polític, Sergei von Cube.

## Carrera militar
Característic de la seva família, Guillem va ingressar a l'exèrcit el 1883 i era un general professional a l'esclat de la Primera Guerra Mundial el 1914, al comandament de la 26a Divisió d'Infanteria. Fins a novembre de 1914 va formar part de l'assalt alemany a França i Bèlgica, on la cunyada de[Guillem era reina. Al desembre de 1914 la divisió va lluitar en la batalla per creuar el riu Bzura a Polònia. De juny a setembre de 1915 la divisió es va traslladar des del nord de Varsòvia a les posicions a la vora del riu Niemen, un avançament de centenars de quilòmetres a la campanya en la qual Polònia va ser presa. A l'octubre-novembre de 1915 va participar en l'assalt a Sèrbia, movent-se des de l'oest de Belgrad a Kraljevo en menys d'un mes. A Ypres, Bèlgica, a partir de desembre de 1915 a juliol de 1916, la divisió va ser destruïda, en gran part, a les batalles de Somme d'agost a novembre de 1916, sostenint el Reducte Schwaben (Suàbia és part de Württemberg). Guillem es va retirar com a general de divisió el 5 de gener de 1917.
De 1917-18 va ser "Kommandierender General" del 64. Cos (Generalkommando 64) al front occidental, un dels seus ajudants de camp va ser Erwin Rommel.

## Rei de Lituània
El 4 de juny de 1918, el Consell de Lituània va decidir invitar a Guillem per convertir-se en Rei de la recentment independent Lituània. Guillem va acceptar i va ser elegit l'11 de juliol de 1918, prenent el nom de «Mindaugas II». La seva elecció pot explicar-se per diversos factors:
- Era catòlic romà (religió majoritària a Lituània).
- No era membre de la Casa de Hohenzollern, la família a la qual pertanyia l'emperador alemany Guillem II, que desitjava que Lituània fos una monarquia en unió personal amb Prússia.
- Havia exercit una excel·lent carrera militar.
- Si les potències centrals guanyaven la guerra, Lituània podria esperar protecció d'Alemanya en cas de futures intrusions per part de Rússia.

Segons l'acord de Guillem amb el Consell de Lituània ell havia de residir a Lituània i parlar l'idioma.
Des dels seus començaments el regnat de Guillem va ser polèmic. El Govern Alemany no va reconèixer l'elecció de Guillem com rei, encara que Mattias Erzberger donava suport la demanda, estant també ell catòlic i de Wurtttemberg. Guillem mai no va tenir l'oportunitat de visitar Lituània, va romandre al Castell de Lichtenstein, la seva residència al sud de Stuttgart, tanmateix, va començar a aprendre l'idioma del país. Als pocs mesos de la seva elecció va quedar clar que Alemanya perdria la Primera Guerra Mundial, i el 2 de novembre de 1918, el Consell de Lituània va canviar la seva decisió.
A la petita capella del castell de Lichtenstein es troba una carta emmarcada del papa Benet XV rebent la selecció de Guillem com futur rei de Lituània.
El 2009, el net de Guillem, Iñigo, germà més petit del cinquè duc, va ser entrevistat a la televisió de Vílnius, i va dir: «. ... Si ell va ser honrat amb una proposta per assumir el tron de Lituània, no la rebutjaria».
El novel·lista alemany Arnold Zweig va posar en la seva novel·la de 1937 Einsetzung eines Königs («El coronament d'un rei») al voltant de l'elecció de Mindaugas el 1918.

## Matrimoni i descendència

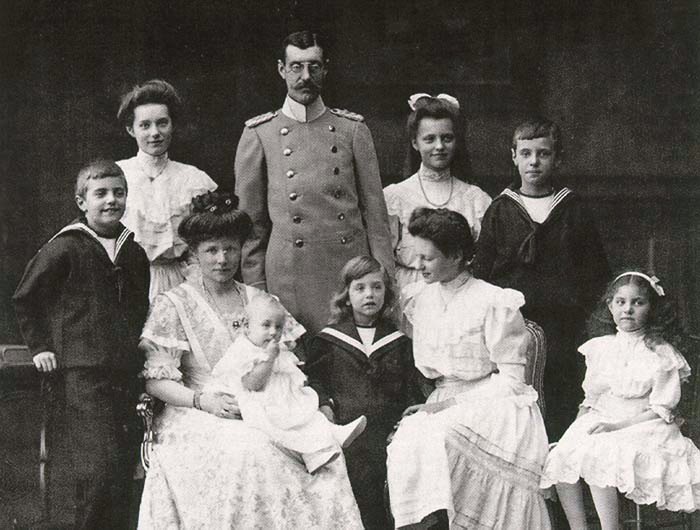
Mindaguas II amb la seva família (1907/1908)

Guillem] es va casar dues vegades. El 1892, es va casar amb la duquessa Amalia Maria de Baviera (1865-1912), filla de Carles Teodor, duc de Baviera, neboda de l'emperadriu Elisabet d'Àustria, i descendent directe de la princesa lituana Lluïsa Carolina Radvila de Biržai. Van tenir nou fills. Encara que la primera esposa de Guillem va morir el 1912, dos dels avantpassats d'ella havien estat elegits per governar la Mancomunitat Polonesa-Lituana al segle xviii, Frederic August II i Estanislau I Leszczynski. Això pot haver estat un factor que contribuís a la seva elecció com Rei de Lituània.
El 1924, Guillem es va casar amb la princesa Wiltrud Maria de Baviera (1884-1975), filla del rei Lluís III de Baviera. Aquest matrimoni no va tenir descendència.